# 鳴島生
鳴島 生（なるしま せい、1940年 - 2003年）は、東京都大田区出身の漫画家。
別名義：すずき勝利、鈴木 勝利（すずき かつとし）

## 略歴
手塚治虫、横山光輝のアシスタントを務める。1960年、集英社の少年雑誌・日の丸より『弾丸3号線』でデビュー。1972年、鳴島生に改名、麻雀劇画を多数執筆する。

## 作品リスト
- 弾丸3号線（日の丸 1960年6月号）
- 赤猿（東邦漫画図書出版 1963年）
- 巨人ギルバー（少年 1965年お正月増刊号付録「少年漫画ブック」）
- 算数物語ひみつたんてい1号（小学三年生 1966年12月号）
- たたかえジャングル少年（小学二年生 1967年2月号付録）
- 続さすらいの一匹狼（少年現代 1967年8月創刊号付録）
- 宇宙怪人ゴースト（少年現代 1967年9月号付録「少現コミックス」）
- 怒りの島（別冊少年ブック 1968年9月号「ハチのす大将総集編」）
- 月面探検よみがえるクレーター（別冊少年現代「アポロ11号」 1969年）
- 恐竜グワンジ（まんが王 1969年夏休み増刊号）
- 脱獄の惑星（冒険王 1969年夏休み増刊号）
- お江戸の空高く登る男伊達（原作：リュウ高田 週刊劇画クラブ 1969年1月16日号）
- 血風木屋町下ル（原作：平井美樹 週刊劇画クラブ 1969年3月13日号）
- 鞘当（週刊劇画クラブ 1969年4月10日号）
- 加茂の血煙り（原作：土方流巳 週刊劇画クラブ 1969年4月24日号）
- 花と獣の詩（別冊週刊明星 1969年10月）
- 海に向かって立て（別冊冒険王 1970年春季号）
- 決戦！南海の大怪獣（別冊冒険王 1970年夏季号）
- 暗やみのアッパー（別冊冒険王 1970年冬季号「スポーツまんが特集号」）
- どしゃぶり（別冊プレイコミック 1970年12月1日号）
- ガメラ対深海怪獣ジグラ（脚本：高橋二三 別冊冒険王 1971年夏季号）すずき勝利 名義
- ロックパイル（原作：小池一雄 別冊冒険王 1971年冬季号）
- 熱血の谷間（別冊少年チャンピオン 1971年4月号）
- 牌の報酬（COMコミックス 1972年4+5月号）
- ジンクスを追え	（COMコミックス 1972年6+7月号）
- 釘師列伝　駿作ゴト師破り（COMコミックス 1972年8月号）
- マッセーの貞（COMコミックス 1972年9月号）
- 斬鬼（原作：牛次郎 COMコミックス 1972年10月号 - 12月号）
- 蒙古襲来 怒りの玄海灘（小学六年生 1972年6月号）
- トップ争脱戦 サラリーマンドラマ「重役室」（原作：清水一行 別冊サンケイ 1972年6月1日号「オトナの漫画劇画」）
- この腕売ります（原作：小島武夫 漫画サンデー 1972年11月?日号 - 1973年3月?日号）
- スパップ仲間（漫画サンデー 1972年6月3日号）
- 笑い猫事件簿 100億の仕手戦（劇画セレクト 1972年8月創刊号 - 1973年）
- ペン三筒（リイドコミック 1972年4月号）
- 幻のチャンピオンレーサー（リイドコミック 1972年6月号）
- もや返し（脚本：古川凱章 リイドコミック 1972年8月号）
- 夕陽の雀マン（増刊漫画ボン 1972年8月15日号）
- 傷ついた鹿は一番高く躍り上がる（漫画ボン 1972年9月号）
- バビル二世（原作：横山光輝　冒険王	1973年4月号 - 9月号、別冊冒険王	1973年4月号・6月号）
- 乱世無斬（トップコミック 1973年9月26日号）
- ザ・牌鬼師 （漫画サンデー 1973年）
- からから（小学六年生 1973年1月号 - 3月号）

## アシスタント
- 坂丘のぼる